# Flóahreppur
Flóahreppur est une municipalité du sud-ouest de l'Islande.

## Démographie
Évolution de la population :
2011: 594
2022: 694 